# Spheginobaccha demeijerei
Spheginobaccha demeijerei är en tvåvingeart som beskrevs av Doesburg 1968. Spheginobaccha demeijerei ingår i släktet Spheginobaccha och familjen blomflugor. Inga underarter finns listade i Catalogue of Life.